# Sengyou
Sengyou (chinesisch 僧祐, Pinyin Sēngyòu, W.-G. Seng-yu; 445–518) bzw. Seng You, auch übersetzt als Mönch You, war ein buddhistischer Meister und Historiker der Qi-Liang-Zeit der Südlichen Dynastien.

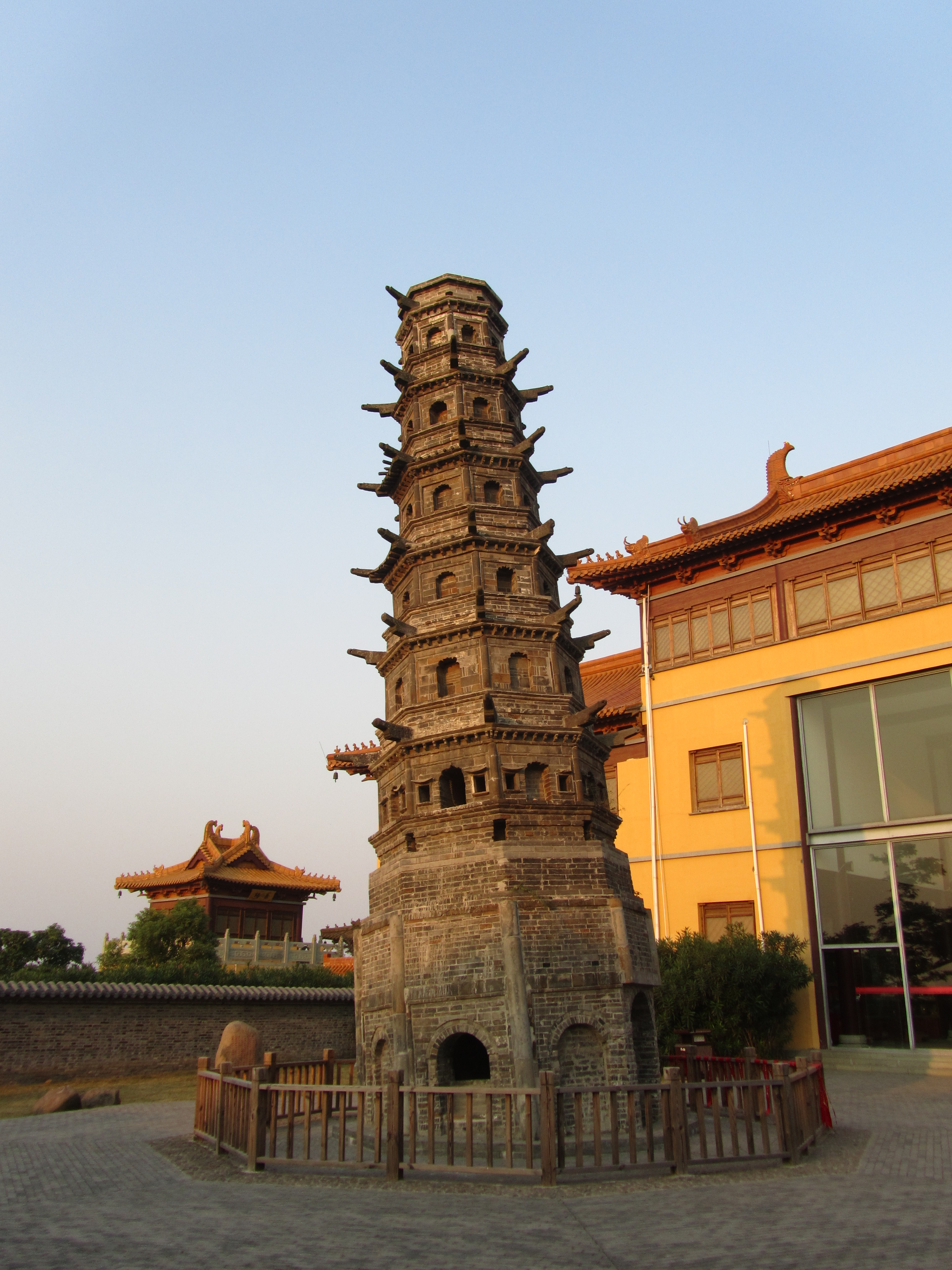
Pagode des Dinglin-Tempels im Stadtbezirk Jiangning von Nanjing

## Leben und Werk
Sengyou, mit Familiennamen Yu 俞, stammte aus Xiapi 下邳 (bei dem heutigen Ort Suining, Provinz Jiangsu). Im Alter von 14 Jahren wurde er Mönch und studierte den Buddhismus unter Fada 法达 im Dinglin-Tempel 定林寺 (Jinling, Fangshan) und bei Faying 法颖, einem Vinaya-Meister. So wurde Sengyou später ein berühmter Gelehrter im buddhistischen Vinaya. Seine berühmtesten Werke sind seine Sammlung von Berichten zum Tripitaka (Chu sanzang jiji 出三藏記集, engl. Collected Records concerning the Tripitaka, T 2145, ein Katalog des ins Chinesische übersetzten buddhistischen Schrifttums) und die buddhistische Sammlung Hongming ji (弘明集).